# Robert Guza Jr.
Robert Guza Jr. é um roteirista estadunidense, que atualmente ocupa o posto de roteirista-chefe em General Hospital. É casado com Meg Bennett, atriz e escritora estadunidense.

## Filmografia

### Televisão
- 1996/06 General Hospital, roteirista-chefe
- 1998/99 Port Charles, consultor
- 1997/98 Sunset Beach, roteirista e co-criador
- 1994/95 Models, Inc., roteirista
- 1992/93 Melrose Place, roteirista
- 1988/91 Santa Barbara, roteirista

### Cinema
- 1983 Curtains, roteirista
- 1982 Melanie, roteirista
- 1980 Prom Night, idealizador